# Deutsche Film-Aktiengesellschaft
Deutsche Film-Aktiengesellschaft (DEFA) var det statslige filmselskab i DDR og havde som sådan monopol på filmproduktion i landet. Selskabet havde hovedsæde i Babelsberg i Potsdam.
DEFA blev dannet 17. maj 1946 og selskabet overtog det tidligere UFA's studier i Babelsberg og producerede den første film i Tyskland efter 2. verdenskrig, Morderne er iblandt os, der fik premiere i 1946 og som havde Hildegard Knef i en af hovedrollerne. Hovedtemaet i DEFA's film var i begyndelsen antifascisme og socialistisk realisme. Filmene handlede om arbejderklassen og viste kærligheden til DDR. 
DEFA producerede også en række film i samarbejde med filmselskaber i de andre lande i Østblokken, herunder de tysk-sovjetiske Pjat dnej, pjat notjej (da.: Fem dage, fem nætter) og Aleksandr malenkij  (da.: Lille Aleksandr). 
DEFA nåede at producere ca. 700 spillefilm, 750 animationsfilm, over 2.250 dokumentar- og kortfilm samt 8.000 tyske synkroniseringer af udenlandske film. Ved DDR-styrets fald etableredes en forening, DEFA-Stiftung, der overtog rettighederne til filmen. Siden har DEFA-filmene oplevet en renæssance både i Tyskland og i USA, hvor Museum of Modern Art i New York City i 2005 havde en to ugers festival dedikeret til DEFA's film.